# 양응룡
양응룡(중국어 간체자: 杨应龙, 정체자: 楊應龍, 병음: yáng yīng lóng 양잉룽[*], 1551년 ~ 1600년)은 중국 명나라때 사람으로, 제30대 파주토사이다. 사천성 준의 출신으로, 사천 파주 양씨 29대손이다. 귀주에서 파주토사를 지내다가 조정에 반역하여 묘족들을 동원해 귀주의 역을 일으켰으나 진압당해 죽었다.

## 양응룡이 등장한 작품
- 야천자 (2018년)(배우: 뤄자량)

## 같이 보기
- 양응룡의 난
- 만력삼대정